# Somatina rufitacta
Somatina rufitacta là một loài bướm đêm trong họ Geometridae.